# Gosaubach
Der Gosaubach  ist ein linker Nebenfluss der Traun im österreichischen Bundesland Oberösterreich.

## Name
Die erste schriftliche Erwähnung fand im Jahr 1231 als Gosach statt. Der Name setzt sich zusammen aus dem Suffix -aha und dem germanischen Bestimmungswort *gusa- mit der Bedeutung 'Sturzbach'. Die Namensform Gosau bezeichnete ursprünglich eine Stelle bzw. eine Flussaue am Bach.

## Verlauf
Der Gosaubach entsteht als Abfluss des Hinteren Gosausees. Dessen größter Zufluss wird als Kreidebach bezeichnet. In Zeiten von wenig Niederschlag sinkt der Wasserspiegel des Sees und der Gosaubach trocknet aus. Dann fließt Wasser aus dem Hinteren Gosausee vermehrt durch unterirdische Höhlen ab und speist auch Quellen im Echerntal bei Hallstatt. Bei hohem Wasserstand des Sees fließt das Wasser vom Hinteren Gosausee zum Vorderen Gosausee nach Nordwesten, wendet sich dann mit nun dauerhaftem Durchfluss in nördliche und ab Gosau in östliche Richtung und mündet bei Gosauzwang in südöstlicher Richtung in den Hallstätter See.

Der Gosaubach entwässert den Nordwesten des Dachsteingebirges. Ab Gosau trennt er das Dachsteingebirge im Süden von den Salzkammergut-Bergen im Norden. Sein Einzugsgebiet ist nahezu identisch mit dem Gemeindegebiet von Gosau. Nur auf dem letzten halben Kilometer fließt er durch die Gemeinde Hallstatt.

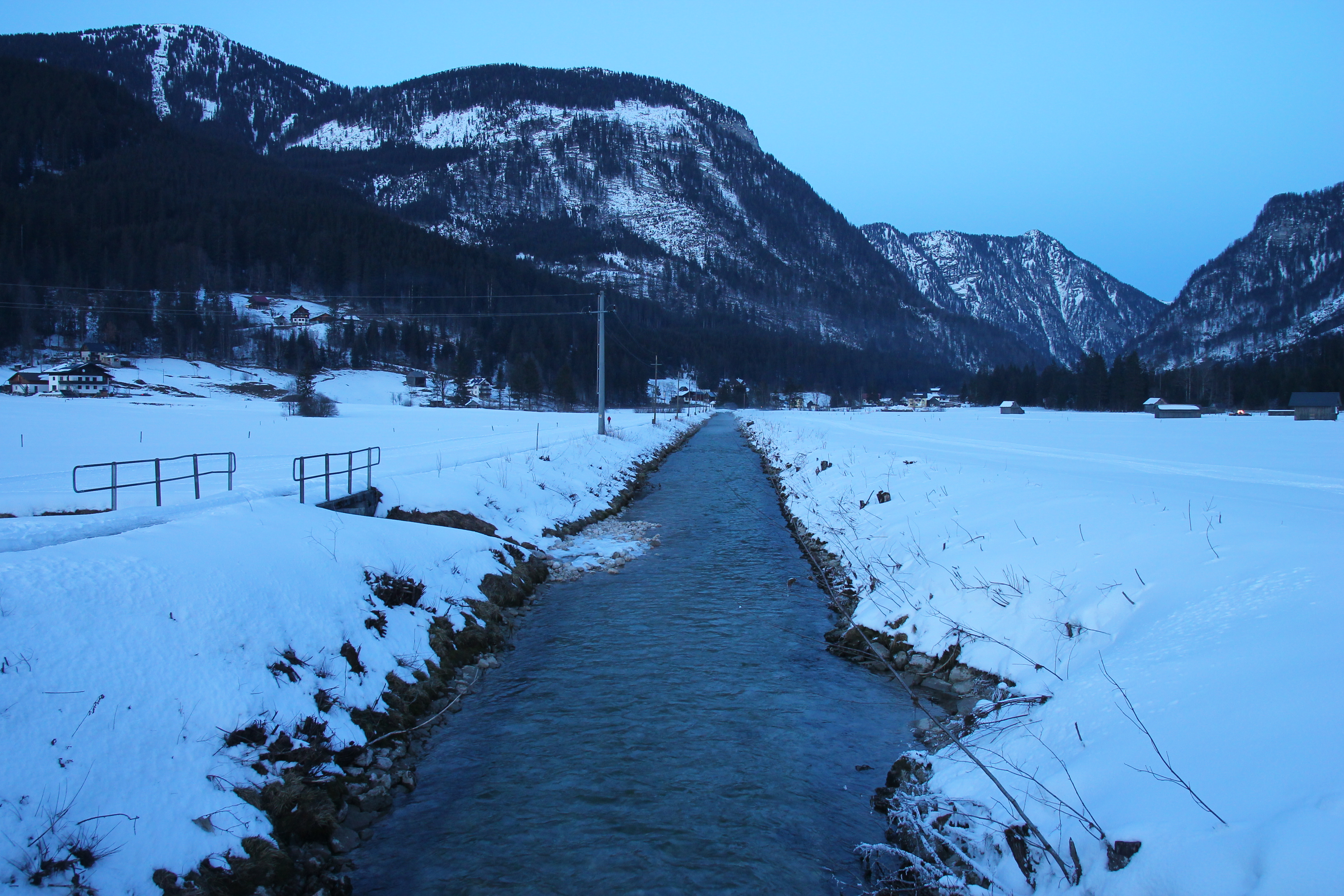
Der Gosaubach bei Gosau

## Nebenbäche
Das Einzugsgebiet des Gosaubachs umfasst 111 Quadratkilometer. Die wichtigsten Nebenbäche sind:
| Name           | Mündungsseite | Mündungsort       | Einzugsgebiet in km² |
| -------------- | ------------- | ----------------- | -------------------- |
| Kreidebach     | Zufluss       | Hinterer Gosausee | 07,7                 |
| Beereiblgraben | rechts        | Hintertal         | 04,0                 |
| Asterbach      | links         | Hintertal         | 01,3                 |
| Glaselbach     | links         | Mittertal         | 03,2                 |
| Lainbach       | rechts        | Mittertal         | 01,3                 |
| Bibereckbach   | links         |                   | 01,2                 |
| Edlbach        | links         | Gosau             | 05,8                 |
| Kreuzgraben    | links         |                   | 03,9                 |
| Färbergraben   | links         |                   | 01,4                 |
| Brielgraben    | rechts        | Vordertal         | 11,2                 |
| Bärnbach       | links         | Bärnau            | 05,0                 |
| Schreiergraben | rechts        | Klaushof          | 03,2                 |
| Steggraben     | rechts        |                   | 01,6                 |

## Energie
- Vorderer Gosausee: Das 1913 errichtete Kraftwerk hat seit der Renovierung 1979 ein Engpassleistung von 6.500 kW und ein Regelarbeitsvermögen von 7.950 MWh.[6]
- Kraftwerk Gosauschmied: Beim Staubecken Gosauschmied erzeugt ein 1968 in Betrieb genommenes Wasserkraftwerk jährlich 2,73 Mio. kWh elektrische Energie.[7]

## Fischen
Im Gosaubach sowie seinen Seen gibt es Äschen, Bachforellen, Regenbogenforellen, Bachsaiblinge und Seesaiblinge.

## Wandern
- Gosaubachweg: Ein für Familien geeigneter gut ausgebauter Weg führt durch das gesamte Gosautal.[9]
- Dachstein Rundwanderweg: Der Dachstein Rundwanderwegs verläuft von Gosau den Gosaubach entlang bis zum Vorderen Gosausee.[10]
- Adamekhütte vom Vorderen Gosausee: Eine anspruchsvolle Wanderung führt vom Vorderen Gosausee zum Hinteren Gosausee und weiter zur Adamekhütte.[11]